# 竺道潜
竺道潜（286年～374年），字法深，姓王，琅邪人，据说是王敦的弟弟，中国东晋时期高僧。

## 生平
他18岁出家，师刘元真。24岁时，就设堂讲《法华经》、《放光般若经》等。永嘉初年，为躲避战乱到江南，元帝、明帝、王茂等人都十分佩服其风骨。后其隐居剡山，与支遁交游。孝武帝宁康二年圆寂。门下僧侣有竺法友、竺法义、康法识、竺法济等人。